# Kollo

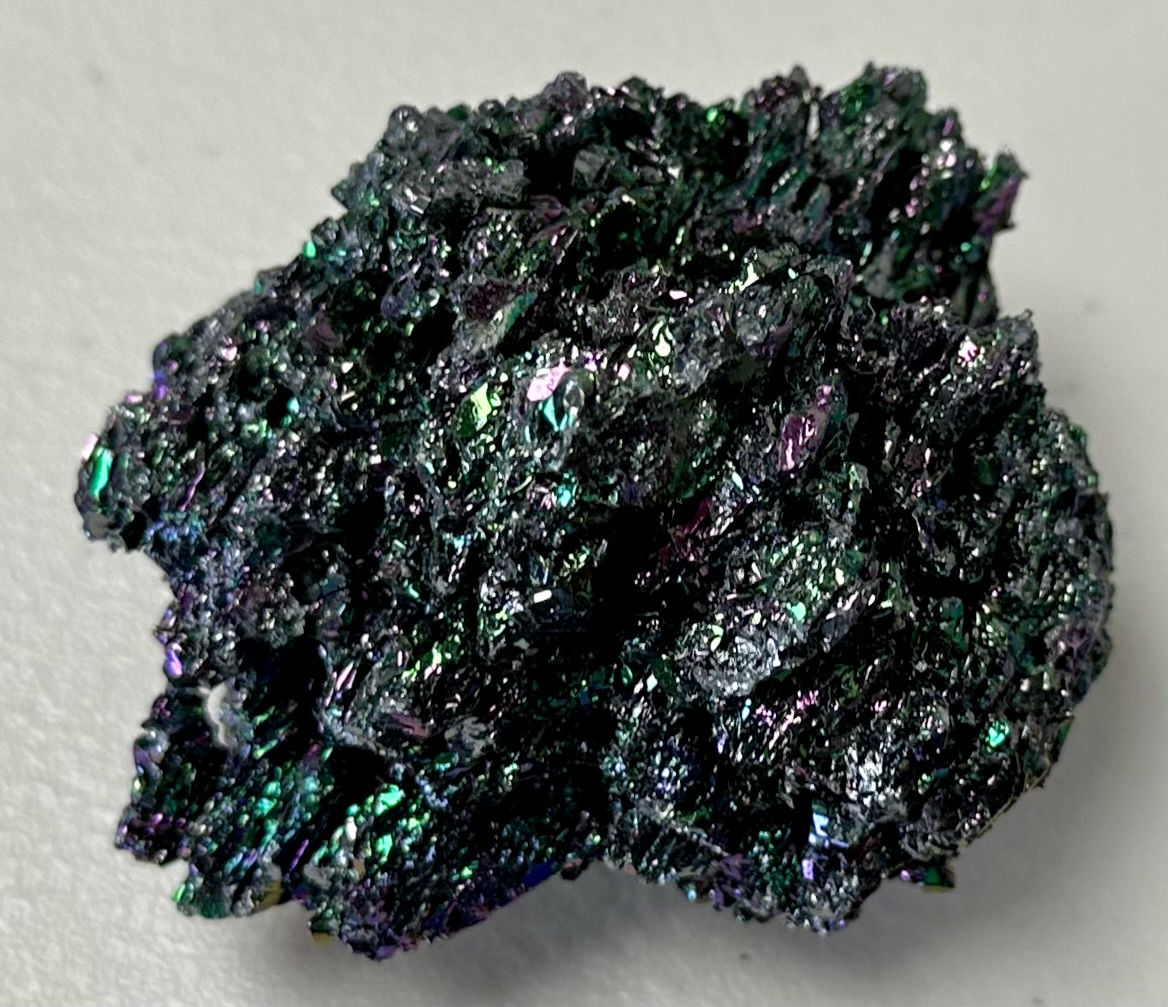
Siliciumcarbide (SiC)

Kollo SiC, officieel ESD-SIC B.V. is de handelsnaam van een chemisch bedrijf in handen van de Duitse firma REF-Prosessing GmbH dat gevestigd is aan de Kloosterlaan 11-13 in het Nederlandse dorp Farmsum bij Delfzijl. Het hoofdkantoor bevindt zich te Appingedam. Het bedrijf vestigde zich in 1973 in Nederland en produceert siliciumcarbide (SiC). Het behoort tot de grootste producenten in Europa.

## Geschiedenis
Het bedrijf is in 1922 in Duitsland opgericht als Elektroschmelzwerk Kempten AG (ESK) dat toen in het stadje Kempten, in Beieren, begon de in 1871 ontdekte grondstof siliciumcarbide te vervaardigen. Een kristal met de eigenschappen van diamant. Het bedrijf werd in 1933 gekocht  door Wacker Chemie en er werden vestigingen in Frechen en Grefrath opgericht.
In de periode 1972-1974 werd in Delfzijl een nieuwe SIC technologie ontwikkeld. Het bedrijf opende in 1973 een vestiging in Delfzijl onder de naam Elektroschmelzwerk Delfzijl BV (ESD).
In 2001 wordt het bedrijf afgesplitst van Wacker Chemie (Managementbuy-out) en komt als ESK-Sic in handen van de voormalige directeur Frans Schmölzer, het gaat verder onder de naam Kollo SiC. In 2009 gaat dit bedrijf over in handen van het Duitse bedrijf REF-Prosessing GmbH.

## Productie
Het bedrijf telt ongeveer 100 werknemers en produceert ongeveer 65 kiloton SiC per jaar. Daar de wereldproductie op 700 kiloton/jaar ligt volgt hieruit dat Kollo een van de grootste producenten ter wereld is. Grondstoffen zijn zilverzand en petroleumcokes. Deze worden gemengd en op een berg gestort, waardoorheen een spoor van grafiet voert. Hierdoor wordt elektrische stroom geleid, waarmee het siliciumcarbide wordt gevormd. Uit 3000 ton mengsel ontstaat 250 ton SiC en 500 ton reactiegassen die in de eigen energiecentrale worden verstookt. De productie wordt voornamelijk geleverd aan Duitsland, wereldwijde distributie vindt plaats vanuit het kantoor in Frechen.

### Energieverbruik
De productie kost enorme hoeveelheden energie, hoofdzakelijk voor het verhitten van de ovens. Het bedrijf was in 2021 de nummer acht in elektriciteitsverbruik in Nederland. Het TNO voerde een onderzoek uit om te beoordelen of en zo ja welke mogelijkheden er zijn het verbruik van fossiele energie terug te brengen.